# Västanfors-Västervåla församling
Västanfors-Västervåla församling är en församling som utgör ett eget pastorat i Norra Västmanlands kontrakt i Västerås stift i Svenska kyrkan Församlingen omfattar hela Fagersta kommun i Västmanlands län.

## Administrativ historik
Församlingen bildades 2006  genom sammanslagning av Västanfors och Västervåla församlingar.

## Kyrkor
- Västanfors kyrka
- Västervåla kyrka
- Skogskapellet
- Brukskyrkan